# Erastroides emarginata
Erastroides emarginata är en fjärilsart som beskrevs av George Francis Hampson 1910. Erastroides emarginata ingår i släktet Erastroides och familjen nattflyn. Inga underarter finns listade i Catalogue of Life.